# Laurence Binyon
Laurence Binyon, född 10 augusti 1869 och död 10 mars 1943, var en brittisk författare, konsthistoriker och iranist.
Binyon framträdde först som diktare tillsammans med sin kusin Stephens Phillips, med vars poesi hans egen företer stora likheter. Han var även verksam som epiker, lyriker och dramatiker, och hämtade influenser från en rad skilda litteraturströmningar. Bland hans verk märks Porphyrion (1898), England and other poems (1909), London visions (1896-99), samt Penthesilea (1905).
Hans mest berömda dikt "For the Fallen", skriven redan 1914 med tanke på de stupade i första världskriget, läses regelbundet vid minneshögtider som påminner om tillfällen som stilleståndsdagen 11 november 1918 och landstigningen vid Gallipoli 24 april 1915.
```
   
They shall grow not old, as we that are left grow old:

   
Age shall not weary them, nor the years condemn.
```

```
   
At the going down of the sun and in the morning,

   
We will remember them.
```

Se "Ode of Remembrance" i engelska Wikipedia.
Binyon intresserade sig för iranistik och publicerade flera verk om persisk konst, däribland Persian Miniature Painting (1933). Han översatte även den persiske poeten Nezami till engelska, The Poems of Nizami (1928).